# Brownfield

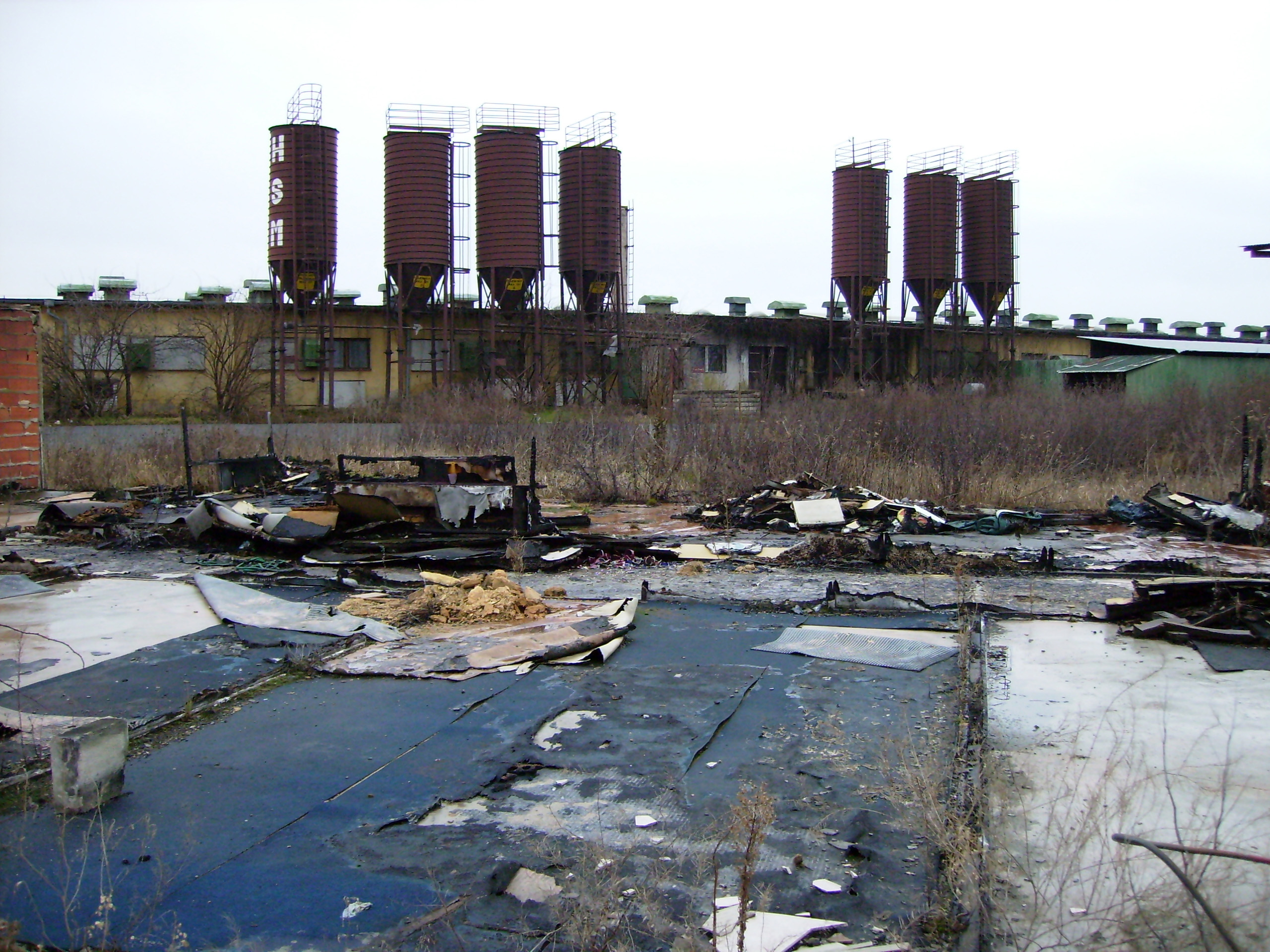
Zemědělský brownfield u Jenštejna

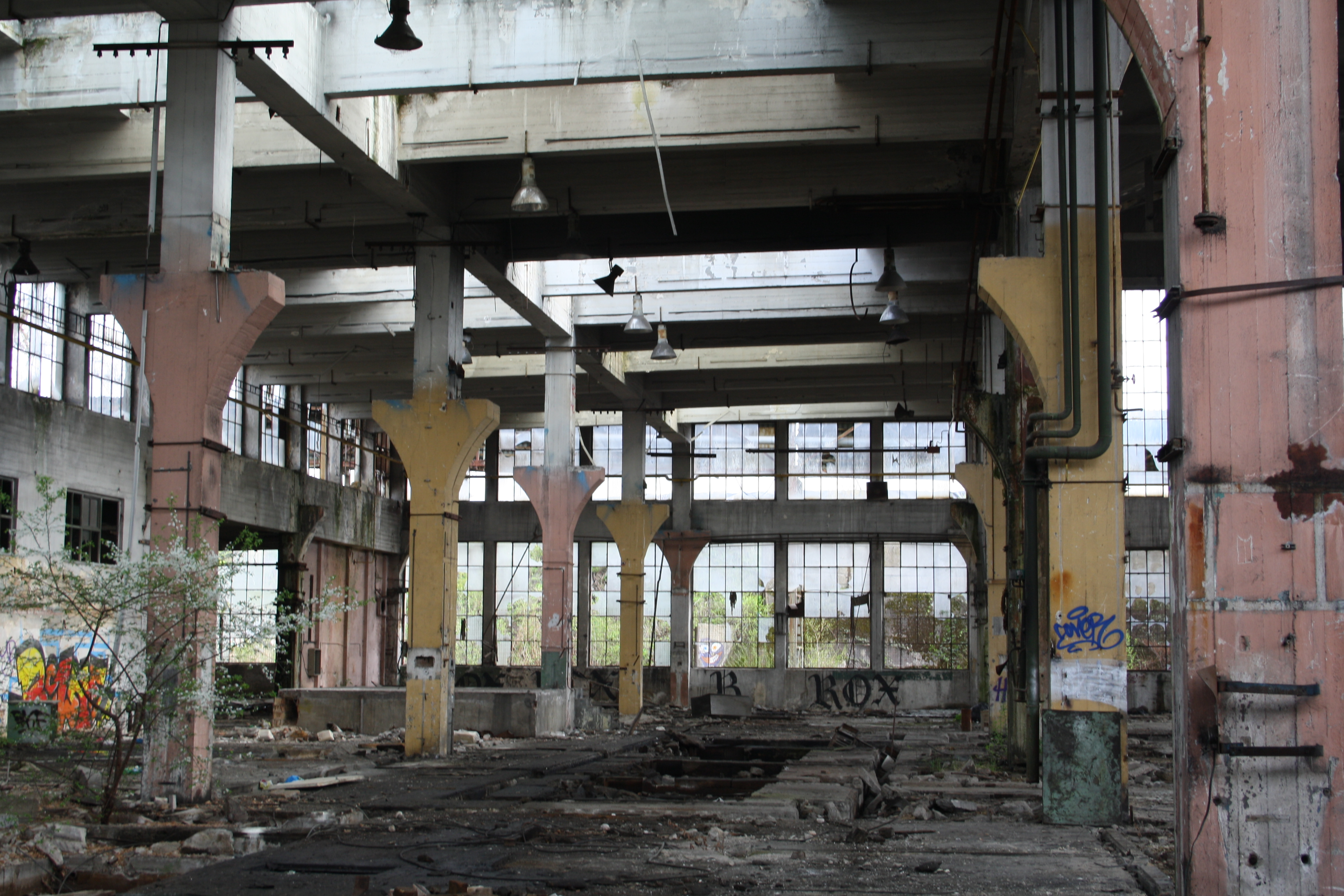
Průmyslový brownfield - uvnitř tovární haly

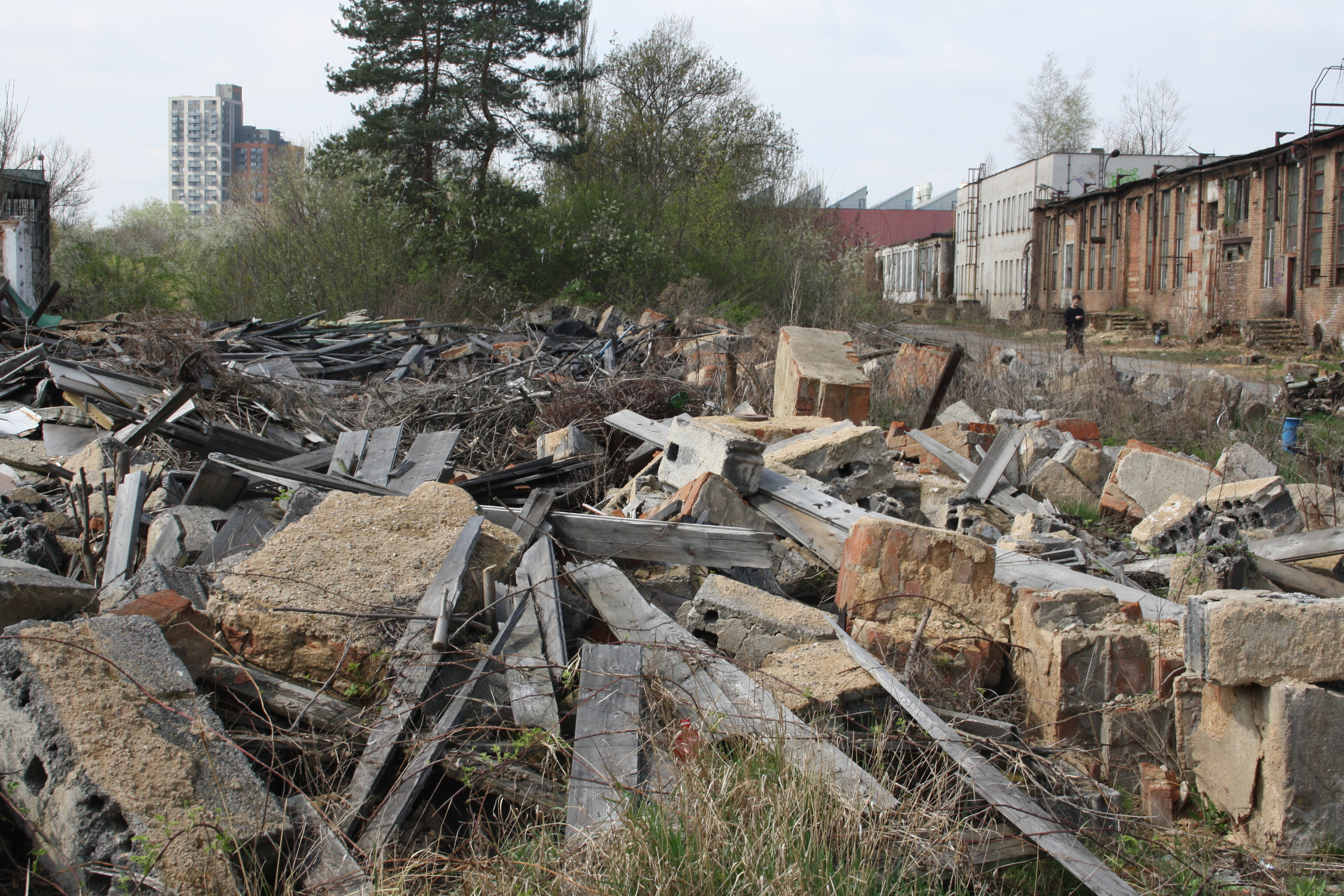
Průmyslový brownfield - před tovární halou

Brownfield (z angličtiny, česky „hnědé pole“) je nemovitost (pozemek, objekt, areál), která je nedostatečně využívaná, zanedbaná a může být i kontaminovaná. Vzniká jako pozůstatek průmyslové, zemědělské, rezidenční, vojenské či jiné aktivity. Může se jednat o jednotlivé budovy, komplexy budov, areály s budovami nebo jen plochy bez budov. Patří sem nevyužívané zemědělské a průmyslové stavby a areály, nevyužité dopravní stavby a skladové prostory (haly i deponie), prázdné administrativní budovy a kulturní centra, nevyužitá nákupní centra, ale i nevyužité obytné budovy - vše, co není užíváno. Jako ekvivalent pro výraz „brownfield“ používá Ministerstvo pro místní rozvoj ČR název „deprimující zóna“. Mezi odvozené pojmy patří blackfield (angl. černé pole), což je označení pro lokality s extrémně vysokými kontaminacemi půdy, podzemních a povrchových vod i dalších složek životního prostředí, které jsou zásadní překážkou pro jejich nové využití.
Definice dle CzechInvestu: „Pojmem „brownfield“ rozumíme nemovitost (pozemek, objekt, areál), která je nedostatečně využívaná, je zanedbaná a případně i kontaminovaná; nelze ji vhodně a efektivně využívat, aniž by proběhl proces její regenerace; vzniká jako pozůstatek průmyslové, zemědělské, rezidenční, vojenské či jiné aktivity.“
Podle délky nevyužití mohou být objekty brownfieldů v dobrém nebo až velmi špatném stavu, někdy lze mluvit o rozpadajících se ruinách. Brownfieldy nebo jejich části mohou, ale nemusejí mít i ekologickou zátěž. Brownfieldy mají různou velikost - od menších (jednotlivé budovy, podlaží v budovách) až po velké areály, často s obrovskými rozměry (např. areál Vojtěšské hutě v Kladně).
Existence brownfieldů v území má na okolí negativní dopad. Mimo vlastní degradace prostředí sem patří i nebezpečí ze špatného stavebně-technického stavu (odpadávání jednotlivých částí staveb, propady, zřícení…), negativními sociálně demografické jevy (zvýšená nezaměstnanost, kriminalita…) a snížení ekonomického potenciálu okolí (snížení cen nemovitostí, přesun podnikatelských aktivit mimo blízké okolí brownfieldu…). Tyto dopady málokdy nastanou všechny současně, ale postupně se mohou projevovat kumulovaně – násobí se vzájemně.
Na řadě brownfieldů stojí technicky a kulturně cenné budovy včetně unikátního technologického vybavení. Proto není v pořádku, pokud se při přestavbě (revitalizaci) těchto oblastí přistupuje k plošné demolici nebo asanaci bez předchozího průzkumu. Platí, že každý brownfield vyžaduje individuální přístup při řešení revitalizace a bez dostatečného průzkumu revitalizace nebude[zdroj?] kvalitní a funkční.
Označení brownfieldy vychází z angličtiny a zahraničního označení problematiky. Lze nalézt rovněž analogii mezi hnědou (brown) v názvu a barvou opuštěných staveb na leteckých a satelitních snímcích. V češtině se tyto pozemky označují jako brownfieldy. Teorie udržitelného rozvoje upřednostňuje revitalizaci brownfieldů před výstavbou na zelené louce (angl. greenfield), což patří i mezi 10 perspektiv moderního města, jak je vytyčuje nová Athénská charta z roku 2003, protože území patří mezi nejcennější nenahraditelné zdroje.